# Куљани (Двор)
Куљани су насељено мјесто у општини Двор, у Банији, Сисачко-мославачка жупанија, Република Хрватска.

## Историја
Куљани су се од распада Југославије до августа 1995. године налазили у Републици Српској Крајини.

## Становништво
На попису становништва 2011. године, Куљани су имали 98 становника.
| Националност       | 1991. |
| Срби               | 144   |
| Хрвати             | 92    |
| Југословени        | 9     |
| остали и непознато | 1     |
| Укупно             | 246   |

| Демографија | Демографија | Демографија |
| Година      | Становника  | Становника  |
| ----------- | ----------- | ----------- |
| 1961.       | 308         |             |
| 1971.       | 327         |             |
| 1981.       | 284         |             |
| 1991.       | 246         |             |
| 2001.       | 136         |             |
| 2011.       |             | 98          |

## Попис 1991.
На попису становништва 1991. године, насељено место Куљани је имало 246 становника, следећег националног састава:
| Попис 1991.‍ | Попис 1991.‍ | Попис 1991.‍ | Попис 1991.‍ | Попис 1991.‍ |
| ----------- | ----------- | ----------- | ----------- | ----------- |
|             |             |             |             |             |
| Срби        | Срби        |             | 144         | 58,53%      |
| Хрвати      | Хрвати      |             | 92          | 37,39%      |
| Југословени | Југословени |             | 9           | 3,65%       |
| непознато   | непознато   |             | 1           | 0,40%       |
| укупно: 246 |             |             |             |             |